# Ireneusz Madej
Ireneusz Marian Madej (ur. 25 marca 1958 w Szczecinku) – polski samorządowiec, nauczyciel i lekkoatleta (skoczek wzwyż), w latach 2006–2007 wicewojewoda lubuski.

## Życiorys
Absolwent Zamiejscowego Wydziału Kultury Fizycznej w Gorzowie Wielkopolskim Akademii Wychowania Fizycznego im. Eugeniusza Piaseckiego w Poznaniu, kształcił się podyplomowo w zakresie organizacji i zarządzania na Uniwersytecie Szczecińskim. Wielokrotny reprezentant Polski w skoku wzwyż (jego rekord życiowy wynosi 2,20 m), później był m.in. trenerem kadry narodowej w tej dyscyplinie. Pracował jako nauczyciel wychowania fizycznego, przez 11 lat był dyrektorem I Społecznego Liceum Ogólnokształcącego w Gorzowie Wielkopolskim. Od 2002 zatrudniony w Państwowej Wyższej Szkole Zawodowej w Gorzowie, sprawował funkcję wiceprezesa klubu koszykarskiego AZS PWSZ w Gorzowie.
Został członkiem Prawa i Sprawiedliwości. W styczniu 2006 objął stanowisko wicewojewody lubuskiego. W 2006 ubiegał się o fotel prezydenta Gorzowa Wielkopolskiego (zdobył 28,98% głosów, zajmując 2 miejsce na 3 kandydatów). Zakończył sprawowanie funkcji wicewojewody pod koniec 2007, w tym samym roku wystąpił z Prawa i Sprawiedliwości. Zajął się m.in. prowadzeniem dużego przedsiębiorstwa i założył Stowarzyszenie Na Rzecz Ziemi Gorzowskiej.
W 2014 kandydował do sejmiku lubuskiego z ramienia KWW Lepsze Lubuskie – Bezpartyjny Samorząd. W tych wyborach ubiegał się też o stanowisko prezydenta Gorzowa Wielkopolskiego (z poparciem m.in. gorzowskiego NSZZ „Solidarność”), uzyskując 7,59% głosów i zajmując 3 miejsce na 7 kandydatów. W 2018 ponownie kandydował do sejmiku, tym razem z listy PiS. Mandat uzyskał we wrześniu 2019 w miejsce Elżbiety Płonki, zrzekł się go w grudniu 2019 w związku z powołaniem na zastępcę dyrektora gorzowskiego oddziału PGW Wody Polskie. Został też pełnomocnikiem wojewody lubuskiego do spraw sportu, szkolenia sportowego dzieci i młodzieży i współpracy z OPP.
Otrzymał Złoty (2012) i Srebrny (1999) Krzyż Zasługi.

## Życie prywatne
Żonaty, ma troje dzieci. Zamieszkał w Kłodawie.